# Protocolo REAC
El protocolo REAC corresponde a Formato de Interfaz Digital creado por la marca Roland, (Roland Ethernet Audio Communication) conocido también por su código según la Comisión Electrotécnica Internacional, IEEE 802.3 (cable de Ethernet). Consiste en un protocolo a nivel de hardware para la transmisión de señales de audio digital que permite hasta 40 canales bidireccionales, 80 en total de audio y MIDI, así como señales de control remoto en 24-bit/96kHz para ser transferidos a través de un cable Cat 5 único teniendo este que ser un cable de red cruzado a excepción de si intercalamos un switch que invierta los cables que entonces podríamos usar dos cables directos.

## Características

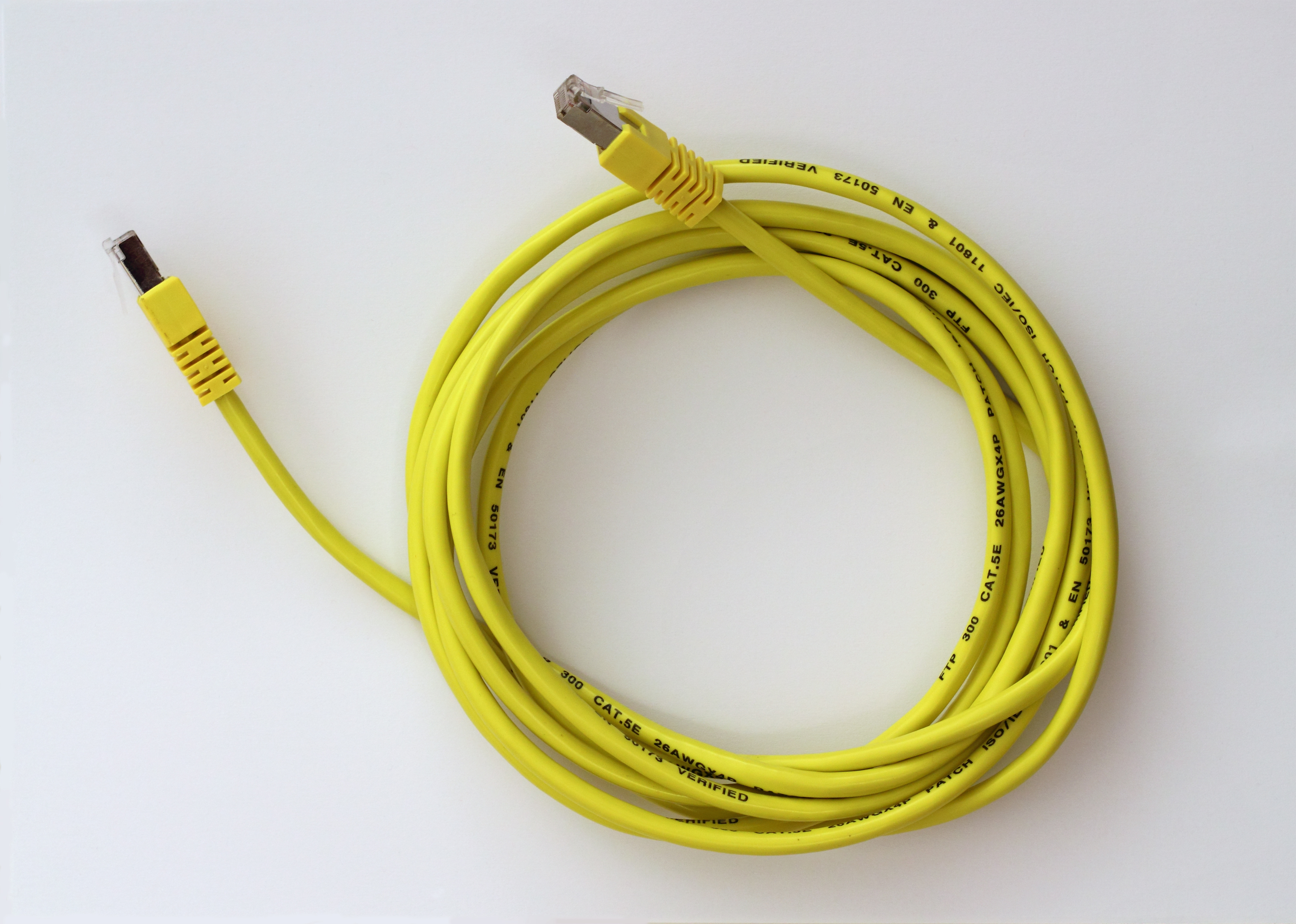
Cable Ethernet

Este tipo de cables son inmunes a los zumbidos, a impedancias en general y a las pérdidas que afectan a los cables de tipo analógico. Este sistema proporciona un sonido claro y sin ruidos de fondo, y la libertad de dividir o ampliar su fuente de audio sin ninguna pérdida de calidad, al contrario que pasaría con un sistema analógico, en el cual es difícil evitar la degradación y diafonía de la señal.
Este tipo de cables presentan una transferencia digital con una transferencia de audio extremadamente plana y pura para el ancho de banda de frecuencias. La calidad superior y fiabilidad es posible mediante el acoplamiento de preamplificadores de alta calidad con tecnología REAC de transmisión digital.
Los zumbidos y las fuentes de ruido externas a menudo puede ser un problema para la instalación de un cable analógico.
Una de las principales características de REAC es su baja latencia de la transmisión digital de la señal, con una longitud máxima de cable sin ninguna pérdida de señal de 2 km.
Incluso cuando la transmisión es de 40 canales en forma de 24bit/96kHz/Linear, la latencia es sólo de 0.375ms.

## Aplicaciones
REAC se utiliza actualmente por dispositivos electrónicos de audio de la marca Roland que han salido a partir del 2009. Su principal uso es en grandes tiradas de cable en mesas de mezclas, splitters, etc, ya que se ahorra peso y es de gran comodidad.

## Enlaces
Página oficial de Roland Archivado el 25 de octubre de 2010 en Wayback Machine.
Protocolo S/PDIF
Ethernet